# 鄀州
鄀州，中国古代的州。
西魏置，治所在乐乡县（今湖北省钟祥市西北）。辖境相当今湖北省仙桃、天门、钟祥、荆门等市县部分区域。北周天和六年（571年），鄀州等地被让给北周扶持的后梁。隋朝大业初年，州废。唐朝武德四年（621年）复置，辖境相当今湖北省宜城、钟祥二市。贞观八年（634年）又废。